# Osmar López Benítez
Osmar López Benítez (* 14. Juni 1975 in Maciel, Departamento Caazapá) ist ein paraguayischer römisch-katholischer Geistlicher und Bischof von San Juan Bautista de las Misiones.

## Leben
Osmar López Benítez besuchte das Knabenseminar der Priester des Heiligsten Herzens Jesu und studierte anschließend Philosophie und Theologie am ordenseigenen Priesterseminar. Nachdem er die Gemeinschaft verlassen hatte, setzte er seine Studien am nationalen Priesterseminar fort. Nach weiteren Studien erwarb er einen Mastergrad in geistlich-psychologischer Begleitung an der Universidad Alberto Hurtado in Santiago de Chile und ein Diplom in Bibelpastoral an der Universidad Católica Nuestra Señora de la Asunción. Er empfing am 22. Dezember 2001 das Sakrament der Priesterweihe für das Bistum Carapeguá.
Nach verschiedenen Aufgaben in der Pfarrseelsorge war er von 2015 bis 2018 Diözesanadministrator des vakanten Bistums Carapeguá. Anschließend war er Bischofsvikar für die Seelsorge und ab 2022 Dompfarrer an der Kathedrale von Carapeguá.
Papst Franziskus ernannte ihn am 5. April 2025 zum Bischof von San Juan Bautista de las Misiones. Der Bischof von Carapeguá, Celestino Ocampo Gaona, spendete ihm am 14. Juni desselben Jahres die Bischofsweihe. Mitkonsekratoren waren der Bischof von San Lorenzo, Joaquín Hermes Robledo Romero, und der Bischof von Ciudad del Este, Pedro Collar Noguera.